# Datorspelsåret 2016
Ett flertal datorspel släpptes 2016, dessutom kom ny hårdvara ut och uppdaterade versioner av nuvarande konsoler i form av PlayStation 4 Pro, PlayStation 4 Slim och Xbox One S.

## Händelser

### Januari
- 4 januari - Activision Blizzard meddelade att de köpt Major League Gaming.[1]
- 12 januari - EA introducerade Orgin Acces, en ny prenumerationstjänst för Microsoft Windows.[2]

## Hårdvara, lanseringar
| Datum        | Konsol             |
| ------------ | ------------------ |
| 28 mars      | Oculus Rift        |
| 5 april      | HTC Vive           |
| 2 augusti    | Xbox One S         |
| 15 september | Playstation 4 Slim |
| 13 oktober   | Playstation VR     |
| 10 november  | PlayStation 4 pro  |